# Raïon de Niazepetrovsk
Le raïon de Niazepetrovsk (en russe : Нязепетровский район, Niazepetrovski raïon) est une subdivision administrative de l'oblast de Tcheliabinsk, en Russie. Son centre administratif est la ville de Niazepetrovsk.

## Géographie
La raïon se trouve dans l'Oural. Il couvre une superficie de 3 459 km2 dans le nord de l'oblast.

## Histoire
Jusqu'au milieu du XVIIIe siècle, la majeure partie des habitants de ce territoire étaient des Bachkirs. Par la suite, des colons russes fondèrent plusieurs villages (Goldyrevka, Klutchi, Tachkinova, etc.). Le raïon a été délimité en 1924 et intégré à l'oblast dix ans plus tard.

## Population
La population du raïon s'élevait à 17 569 habitants en 2013, dont 68 pour cent étaient regroupés dans la ville de Niazopetrovsk.

## Économie
Pour l'année 2008, le produit intérieur brut du raïon s'élevait à 1,013 milliards de roubles (40 millions d'euros).
Les principaux acteurs économiques sont Nyazepetrovskyl, entreprise produisant des grues, les entreprises de la filière du bois, le secteur des transports, du commerce et de la restauration ainsi que les pouvoirs publics.
Le sous-sol contient divers minerai, notamment le cuivre, le graphite, du gypse, de la dolomie et de l'argile, mais également un important gisement de titane.